# 羽黒山 (茨城県)
羽黒山（はぐろやま）は、茨城県桜川市に位置する標高245mの山である。頂上に羽黒山二所神社、羽黒山城跡を有する。

## 概要

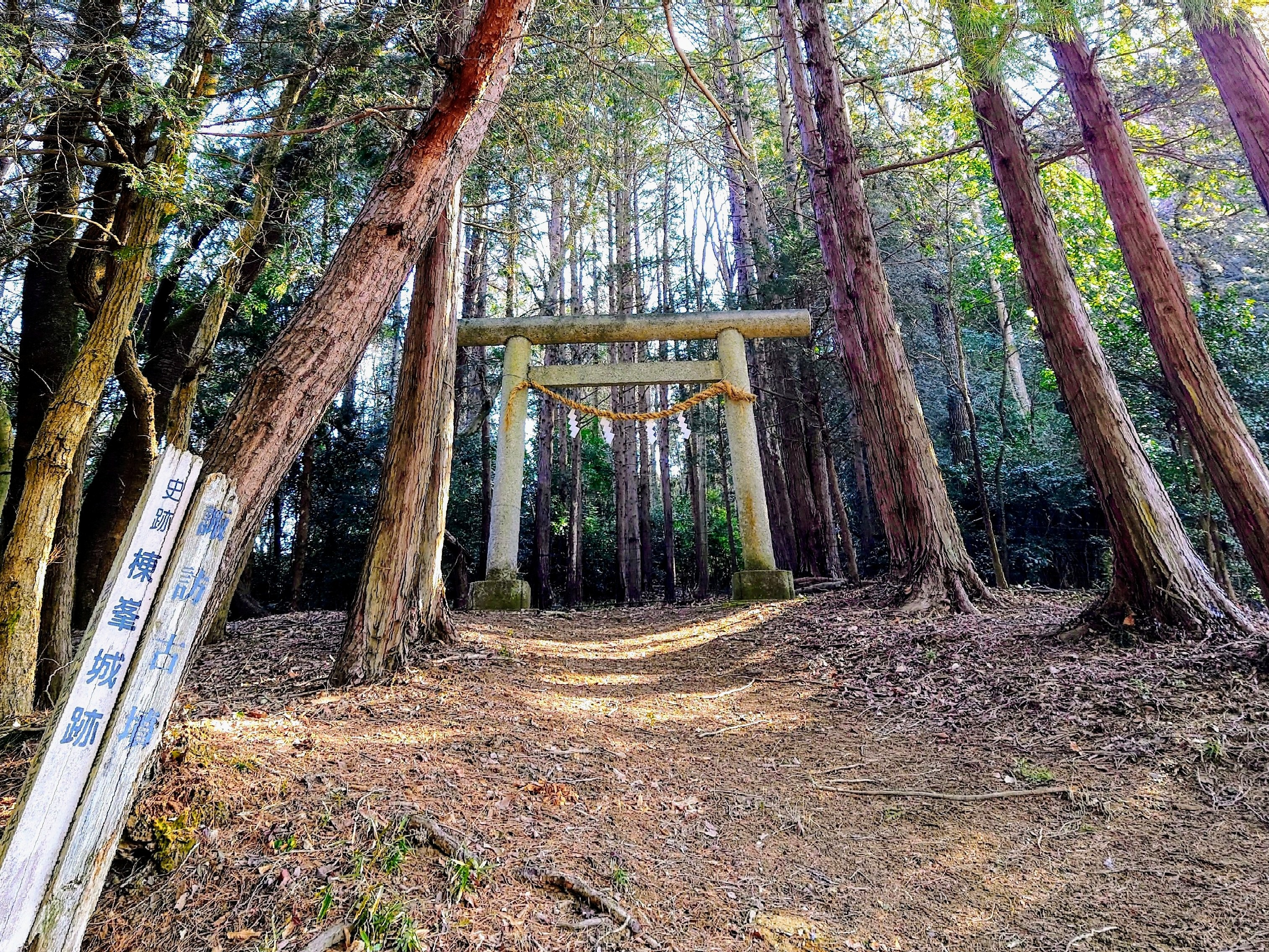
登山道入口

桜川市の羽黒地区にあり、岩瀬盆地の外輪、笠間市との境をなしている。古くから人の営みがあり、急傾斜の登山道を越えた先には羽黒山城の城郭が広がっている。